# Lena kyrka, Västergötland
Lena kyrka är en kyrkobyggnad i västra delen av Vårgårda kommun. Den tillhör Lena församling i Skara stift.

## Kyrkobyggnaden
Nuvarande kyrka i empirestil uppfördes 1835 efter ritningar av arkitekt Johan Abraham Widelius. Den uppfördes som en gemensam gudstjänstlokal även för Bergstena och Fullestads församling. Kyrkan har en stomme av sten och består av ett långhus med rakt kor i öster av samma bredd som långhuset. Öster om koret finns en smalare rak sakristia. Vid långhusets västra kortsida finns ett kyrktorn med ingång. Långhus och kor har ett gemensamt sadeltak som täcks av enkupigt lertegel. Samma takbeläggning finns på sakristians halva tälttak. Tornet har ett fyrkantigt kopparklätt takfall som kröns med en fyrkantig kopparklädd lanternin. Ineriören är ljus och enkel.

## Inventarier
- Altaruppsättningen med mantelkors i en absid är idag ovanligt och sällan bevarat.
- Dopfunten från 1953 är byggd efter ritningar arkitekt Adolf Niklasson.
- Bänkarna tillkom 1909 och är ritade av Torben Grut

### Orglar
- På läktaren i väster står ett mekaniskt orgelverk med nitton stämmor fördelade på två manualer och pedal. Det är, liksom den ljudande modernistiska fasaden, tillverkat 1957 av Hammarbergs Orgelbyggeri AB. Fem stämmor från tidigare orgel ingår.[1]
- På golvet i kyrkans södra del står en orgel tillverkad av Robert Gustavsson Orgelbyggeri för donerade medel. Den har fem stämmor fördelade på manual och pedal.[2]